# Крещение Господне
Креще́ние Госпо́дне (церк.-слав. Кр҃ще́нїе гдⷭ҇а бг҃а и҆ сп҃са на́шегѡ і҆и҃са хрⷭ҇та̀) — христианский праздник, установленный в честь события евангельской истории, крещения Иисуса Христа в реке Иордан Иоанном Крестителем. Во время крещения, согласно всем трём синоптическим Евангелиям, на Иисуса сошёл Святой Дух в виде голубя; одновременно глас с небес провозгласил: «Сей есть Сын Мой возлюбленный, в Котором Моё благоволение» (Мф. 3:17). Евангелие от Иоанна также говорит о крещении Иисуса Христа в водах Иордана и сошествии Святого Духа, но не прямо, а в форме свидетельства Иоанна Крестителя (Ин. 1:29-33).
Во всех исторических церквях этот праздник привязан к дате древнего праздника Богоявления, то есть 6 января. Однако при этом:
- в римско-католической традиции празднование собственно Крещения Господня приурочено к отданию Богоявления (то есть спустя неделю, 13 января, по дореформенному обряду, а после Второго Ватиканского собора — в ближайшее воскресенье после Богоявления).
- часть православных церквей, в том числе Русская, придерживающиеся юлианского календаря, празднуют 6 (19) января; для этих церквей этот день в XXI веке приходится на 19 января григорианского календаря. Другие, включая Константинопольскую, празднует Крещение Господне 6 января по новоюлианскому календарю[3]. В православии праздник «Крещение Господне» входит в число двунадесятых праздников.
- в Армянской Апостольской церкви этот день по-прежнему посвящён воспоминанию не только Крещения Иисуса Христа, но и Его Рождения, и составляет единый праздник Богоявления.

## Событие праздника
Согласно евангельскому повествованию, к Иоанну Крестителю, находившемуся у реки Иордан в Вифаваре (Ин. 1:28), пришёл Иисус Христос (в 30-летнем возрасте — Лк. 3:23) с целью принять крещение.
Иоанн, много проповедовавший о скором пришествии Мессии, увидев Иисуса, был удивлён и сказал: «мне надобно креститься от Тебя, и Ты ли приходишь ко мне?». На это Иисус ответил, что «надлежит нам исполнить всякую правду», и принял крещение от Иоанна. Во время крещения «отверзлось небо, и Дух Святый нисшёл на Него в телесном виде, как голубь, и был глас с небес, глаголющий: Ты Сын Мой Возлюбленный; в Тебе Моё благоволение!» (Лк. 3:21-22).
Таким образом, при участии Иоанна, всенародно было засвидетельствовано мессианское предназначение Иисуса Христа. Крещение Христово, свершившееся тогда, рассматривается как первое событие его общественного служения. После крещения Иисуса «Иоанн также крестил в Еноне, близ Салима, потому что там было много воды; и приходили [туда] и крестились» (Ин. 3:23). Евангелист Иоанн связывает появление первых из двенадцати апостолов именно с проповедью Иоанна Крестителя: «На другой день опять стоял Иоанн и двое из учеников его. И, увидев идущего Иисуса, сказал: вот Агнец Божий. Услышав от него сии слова, оба ученика пошли за Иисусом» (Ин. 1:35-37).
Согласно евангельскому рассказу, после своего крещения Иисус Христос, ведомый Духом, удалился в пустыню, чтобы в уединении, молитве и посте подготовиться к исполнению миссии, с которой он пришёл на землю. Иисус сорок дней «был искушаем от диавола и ничего не ел в эти дни, а по прошествии их напоследок взалкал» (Лк. 4:2). Тогда приступил к нему дьявол и тремя обольщениями попытался соблазнить его на грех, как всякого человека.

## Место Крещения

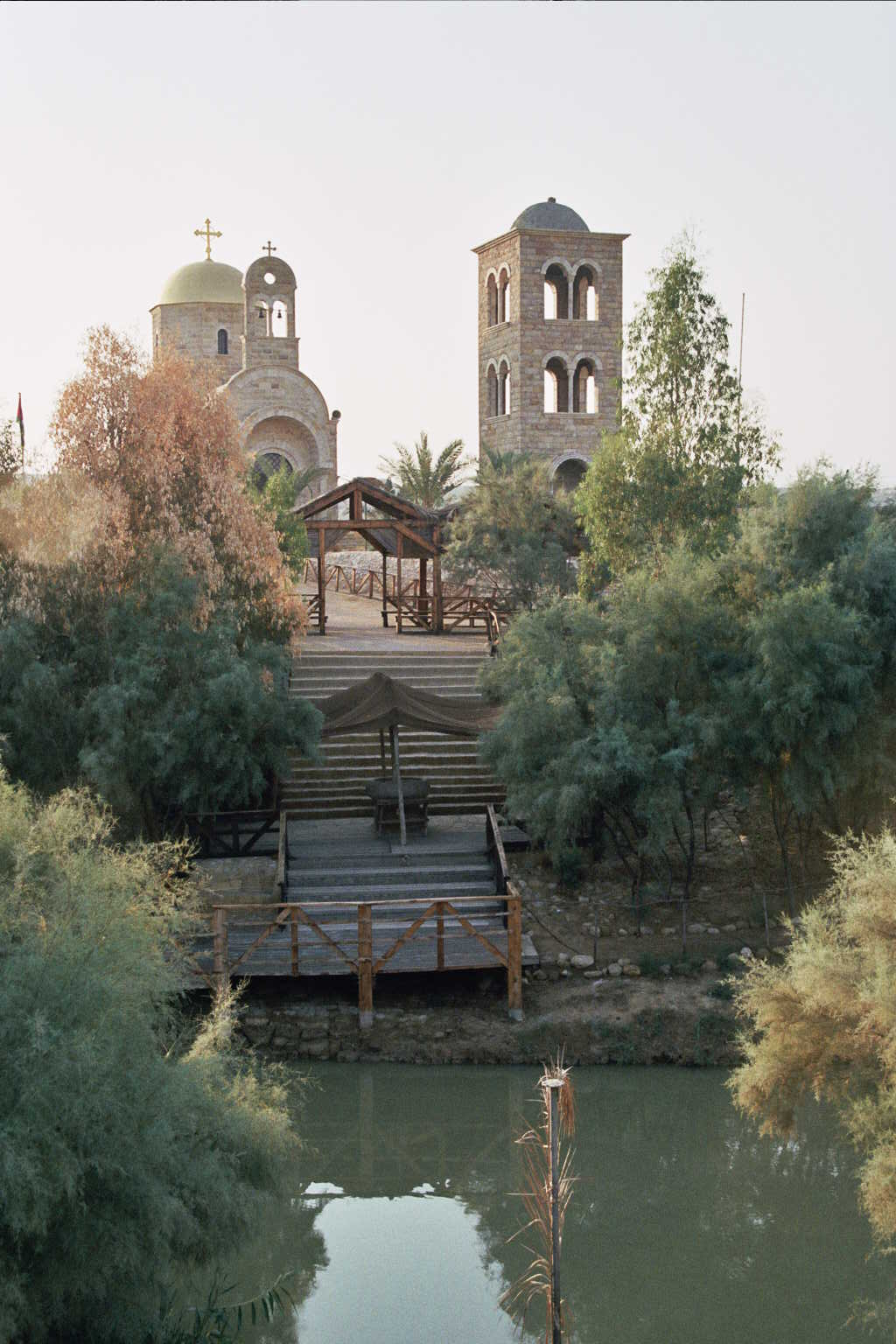
Вид на Эль-Махтас (Вади-эль-Харар) из Каср-эль-Яхуда, предполагаемое место Крещения Иисуса Христа. Современный православный храм Иоанна Предтечи

Точное расположение места крещения Иисуса Христа неизвестно. Большинство ранних греческих рукописей Нового Завета называет место Крещения Иисуса Вифанией Заиорданской (Βηθανία πέραν τοῦ ᾿Ιορδάνου). Считается, что наименование Вифавара впервые предложил Ориген, но он расположил её на западном берегу Иордана. В славянской Библии место крещения названо Вифаварой по ту сторону Иордана (Виѳавáрѣ бы́ша объ о́нъ по́лъ Иорда́на), в русском Синодальном переводе — Вифаварой при Иордане (Ин. 1:28), в Новой Библии Короля Якова (NKJV) — Вифаварой за Иорданом (Bethabara beyond the Jordan), в греческой Библии и Новой Вульгате — Вифанией за Иорданом.
Однако на Мадабской карте VI века место Крещения изображено напротив Иерихона на западном берегу реки, то есть не за Иорданом, если смотреть с западного берега. Существует предположение, что автор Мадабской карты, живший на восточном берегу Иордана, понял словосочетание за Иорданом в смысле места, находящегося на другом берегу по отношению к нему, хотя автор Евангелия, естественно, понимал предлог за, как к расположенному на восточном берегу. Паломник Феодосий (V—VI вв.) сообщал, что на месте Крещения Иисуса Христа находилась мраморная колонна, увенчанная железным крестом.
До VI—VII веков традиционное место Крещения Иисуса Христа располагалось на восточном берегу Иордана около Иерихона, но после арабского завоевания Палестины (640 год) местом Крещения стали считать место также около Иерихона, но на западном берегу по причине труднодоступности восточного берега. Со временем место Крещения было утеряно из-за разрушения находившихся там церквей.
С течением времени река Иордан изменила своё русло, поэтому в настоящее время место крещения Иисуса находится на суше.
В конце XV века считалось, что место Крещения находилось в Бейт-Аваре (Beth-Abara, она же Бефвара (Суд. 7:24)) в районе современного моста Алленби, но с XVI века считается, что около монастыря святого Иоанна, примерно в 10 км восточнее Иерихона. При этом остается точно не выясненным с какого берега Иисус входил в реку. На западном берегу это место называется Каср-эль-Яхуд (контролируется Израилем), на восточном, напротив него — Эль-Махтас (Вади-эль-Харар) в Иордании. В ходе раскопок в Вади-эль-Хараре была обнаружена большая мраморная плита, по-видимому, являющаяся основанием колонны, упомянутой паломником Феодосием.

## Происхождение даты
На христианском Востоке (в Армянской церкви — до сих пор) 6 января считалось датой Рождества Христова, и лишь после IV века распространяется западная традиция праздновать Рождество 25 декабря. Происхождение обеих дат остаётся предметом дискуссии между двумя конкурирующими теориями. Согласно гипотезе «Школы истории религий», они появились в качестве христианской замены языческим праздникам. Калькулятивная гипотеза утверждает, что даты были плодом внутрихристианских хронологических вычислений, и строится на тезисе, что зачатие и крестная смерть Христа произошли в один и тот же день (25 марта на Западе, 7 апреля на Востоке), от которого отсчитывали 9 месяцев беременности Богородицы.
По мнению историка Кузенкова П. В., из хронологической схемы Климента Александрийского выводится дата Рождества Христова 6 января 2 года до н. э. Сам Климент её не упоминает, однако приводит дату Крещения, принятую в александрийской школе гностика Василида — 11 (или 15) египетского месяца тиби 15-го года правления Тиберия. Зимой 28/29 годов н. э. эта дата соответствовала 24 декабря подвижного года или 6 января неподвижного (римского) года.

## Праздник Крещения в древней церкви

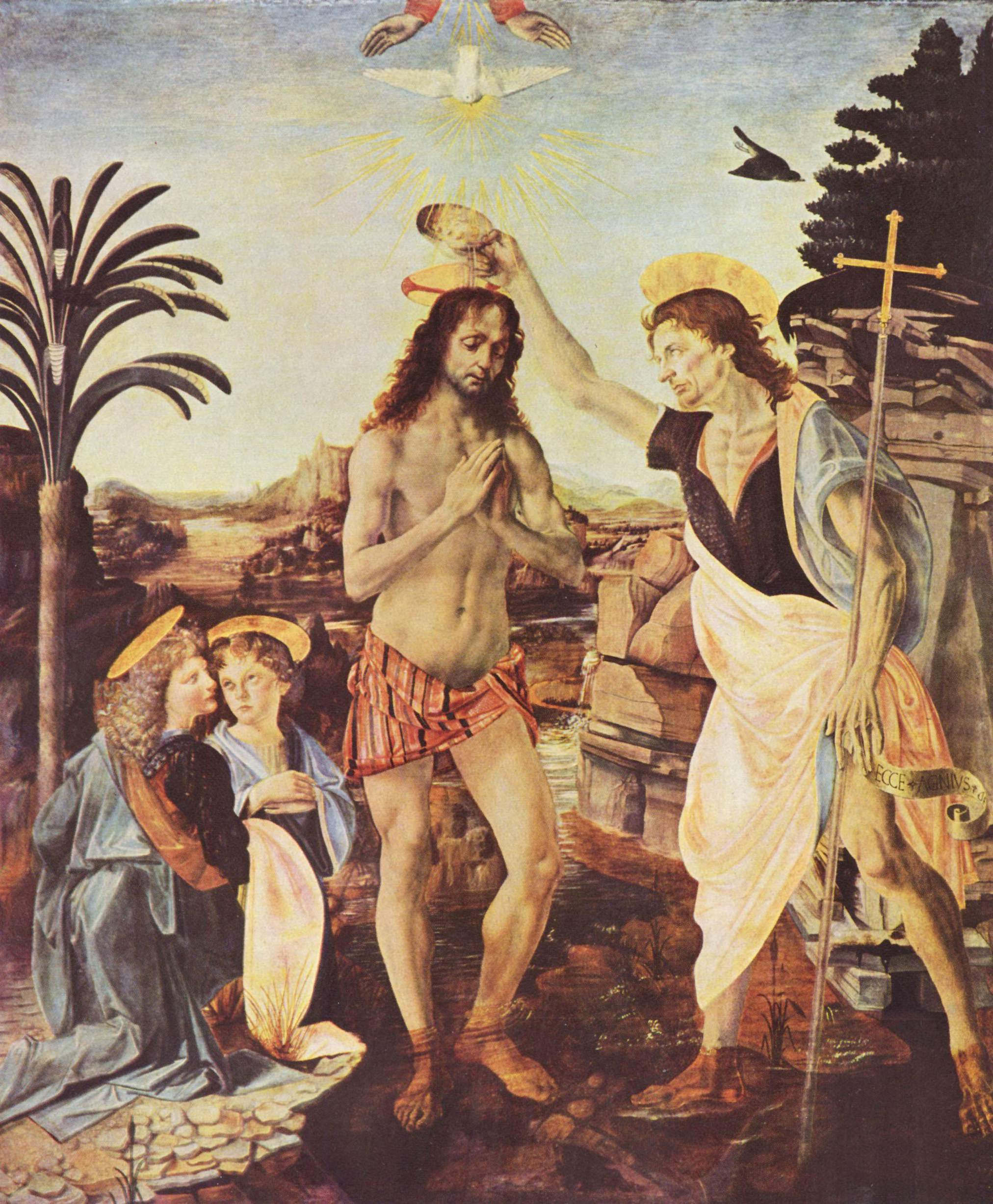
Андреа Верроккьо, «Крещение», ок. 1472—1475, Уффици

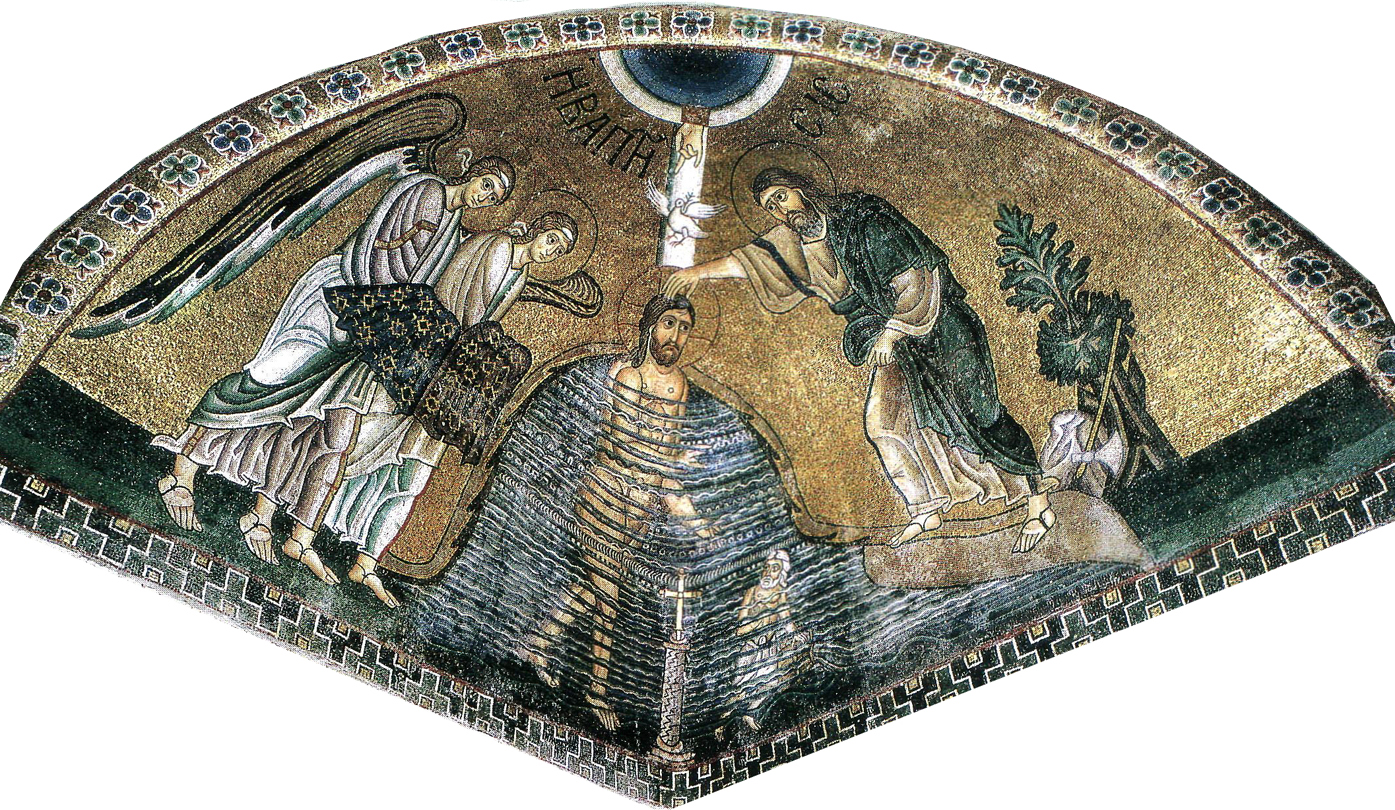
Крещение Господне. Мозаика, монастырь Осиос-Лукас, XI век

Раннее упоминание об особом почитании воды, набранной в день Крещения Господня, и о её чудесных свойствах (в первую очередь, способности не портиться в течение долгого времени) содержится в одной из антиохийских проповедей святителя Иоанна Златоуста (387 год): «В этот праздник все, почерпнув воды, приносят её домой и хранят во весь год, так как сегодня освящены воды; и происходит явное знамение: эта вода в существе своём не портится с течением времени, но, почерпнутая сегодня, она целый год, а часто два и три года, остается неповреждённой и свежей».
К тому же времени относится сообщение Епифания Кипрского, который связывает чудесные свойства богоявленской воды с превращением воды в вино в Кане Галилейской, которое также вспоминалось в Богоявление.
Рождество Христово, без сомнения, произошло 11-го тиби (6 января)… И в то же 11-е число, но тридцать лет спустя, случилось первое знамение в Кане Галилейской, когда вода стала вином. Поэтому во многих местах вплоть до настоящего времени повторяется случившееся тогда Божественное знамение во свидетельство неверующим, что подтверждают превращающиеся в вино воды источников и рек во многих местах. Например, источника в городе Кибира в Карийской области… а также и источника в Герасе Аравийской. Мы сами пили из кибирского [источника,] а наши братья — из герасского… А многие [братья] из Египта свидетельствуют то же самое и о [реке] Нил. Потому-то 11-го тиби по египетскому [календарю] все и набирают воды и затем хранят ее — и в самом Египте, и в других странах.
Таким образом, до последней трети V века, когда Петром Гнафевсом была составлена молитва богоявленского водоосвящения, богоявленской считали воду, набранную в ночь праздника из источника. В Константинополе VI века таким источником служил фонтан перед храмом Св. Софии.

## Праздник Крещения в исторических церквях
- В Православной церкви праздник принадлежит к числу двунадесятых, отмечается 6 января (19 января) (в одних поместных церквах по юлианскому календарю, в других — по новому стилю) и завершает рождественские святки.

Древний христианский праздник Богоявления, первоначально посвящённый Рождению Христа, посещению волхвов и Крещению Христа, постепенно (в общецерковном масштабе — после Халкидонского собора 451 года) стал праздноваться исключительно в воспоминание Крещения Христа, в связи с чем «Богоявление» и «Крещение Господне» в православии суть два названия одного праздника.
|                              | На церковнославянском (транслитерация) | На русском | На греческом |
| ---------------------------- | --- | --- | --- |
| Тропарь праздника, глас 1-й: | Во Иорда́не креща́ющуся Тебе́, Го́споди, Тро́ическое яви́ся поклоне́ние: Роди́телев бо глас свиде́тельствоваше Тебе́, возлю́бленнаго Тя Сы́на имену́я: и Дух в ви́де голуби́не изве́ствоваше словесе́ утвержде́ние: явле́йся, Христе́ Бо́же, и мир просвеще́й, сла́ва Тебе́.                                                 | Господи, когда Ты крестился во Иордане, явилось поклонение Св. Троице; ибо голос Отца свидетельствовал о Тебе, называя Тебя возлюбленным Сыном, и Дух, в виде голубя, подтверждал истинность слов (Отца); Христе Боже, явившийся и просветивший мир, слава Тебе.                                                                     | Ἐν Ἰορδάνῃ βαπτιζομένου σου Κύριε, ἡ τῆς Τριάδος ἐφανερώθη προσκύνησις· τοῦ γὰρ Γεννήτορος ἡ φωνὴ προσεμαρτύρει σοι, ἀγαπητὸν σε Υἱὸν ὀνομάζουσα· καὶ τὸ Πνεῦμα ἐν εἴδει περιστερᾶς, ἐβεβαίου τοῦ λόγου τὸ ἀσφαλές. Ὁ ἐπιφανεὶς Χριστὲ ὁ Θεός, καὶ τὸν κόσμον φωτίσας δόξα σοι. |
| Кондак праздника, глас 4-й:  | Яви́лся еси́ днесь вселе́нней, и свет Твой, Го́споди, зна́менася на нас, в Ра́зуме пою́щих Тя: прише́л еси́ и яви́лся еси́, Свет непристу́пный. | Сегодня Ты, Господи, явился вселенной, и свет открылся нам, разумно воспевающим Тебе: «Свет неприступный, Ты пришел и явился нам». | Ἐπεφάνης σήμερον τῇ οἰκουμένῃ, καὶ τὸ φῶς σου Κύριε, ἐσημειώθη ἐφ᾽ ἡμᾶς, ἐν ἐπιγνώσει ὑμνοῦντας σε· Ἦλθες ἐφάνης τὸ Φῶς τὸ ἀπρόσιτον. |
| Задостойник                  | Припев: Велича́й, душе́ моя́, Честне́йшую го́рних во́инств, Де́ву Пречи́стую Богоро́дицу. Недоуме́ет всяк язы́к благохвали́ти по достоя́нию, изумева́ет же ум и преми́рный пе́ти Тя, Богоро́дице; оба́че Блага́я су́щи, ве́ру приими́, и́бо любо́вь ве́си Боже́ственную на́шу: Ты бо христиа́н еси́ Предста́тельница, Тя велича́ем. | Припев: Величай, душа моя, Пречистую Богородицу, которая почетнее небесных (ангельских) воинств. Никакой язык не в силах восхвалить по достоинству, и даже ангельский ум недоумевает(, как) воспеть Тебя, Богородица; но, как Благая, прими веру, ведь любовь нашу живую Ты знаешь; Ты — Предстательница христиан; Тебя мы величаем. | Припев: <...> Ирмос 9-й песни канона: Ἀλλότριον τῶν μητέρων ἡ παρθενία, καὶ ξένον ταῖς παρθένοις ἡ παιδοποιΐα· ἐπὶ σοὶ Θεοτόκε ἀμφότερα ᾠκονομήθη. Διὸ σε πᾶσαι αἱ φυλαὶ τῆς γῆς, ἀπαύστως μακαρίζομε                                                                           |
| Величание                    | Велича́ем Тя, Живода́вче Христе́, нас ра́ди ны́не пло́тию Крести́вшагося от Иоа́нна в вода́х Иорда́нских. | Славим Тебя, Податель жизни, Христос, ради нас сегодня крестившегося по плоти от Иоанна в водах Иорданских. | <…> |

- В католической церкви латинского обряда Богоявление и Крещение — отдельные праздники, из которых первый, празднуемый 6 января, посвящён воспоминанию прихода волхвов. Крещение же празднуется в следующее воскресенье за ним.
- В Армянской апостольской церкви Крещение Господне по первоначальной древней традиции празднуется одновременно с праздником Рождества Христова под общим названием Богоявления 6 января. В Коптской церкви, Эфиопской и Эритрейской православных церквах Крещение празднуется 11 числа месяца тиби/тыр по коптскому/эфиопскому календарю (в XX—XXI веках соответствует 19 января нового стиля в простом году и 20 января в високосном году).

## Традиции

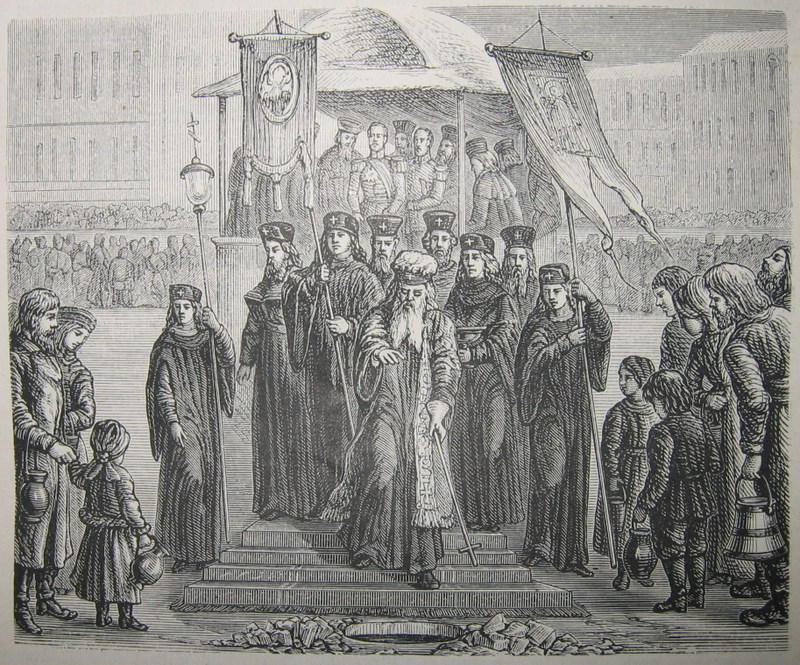
Водосвятие на Неве в день Крещения Господня. Гравюра из книги «Нынешняя Россия. Рисунки и изображения из всех частей европейского царства» (Лейпциг, 1876)

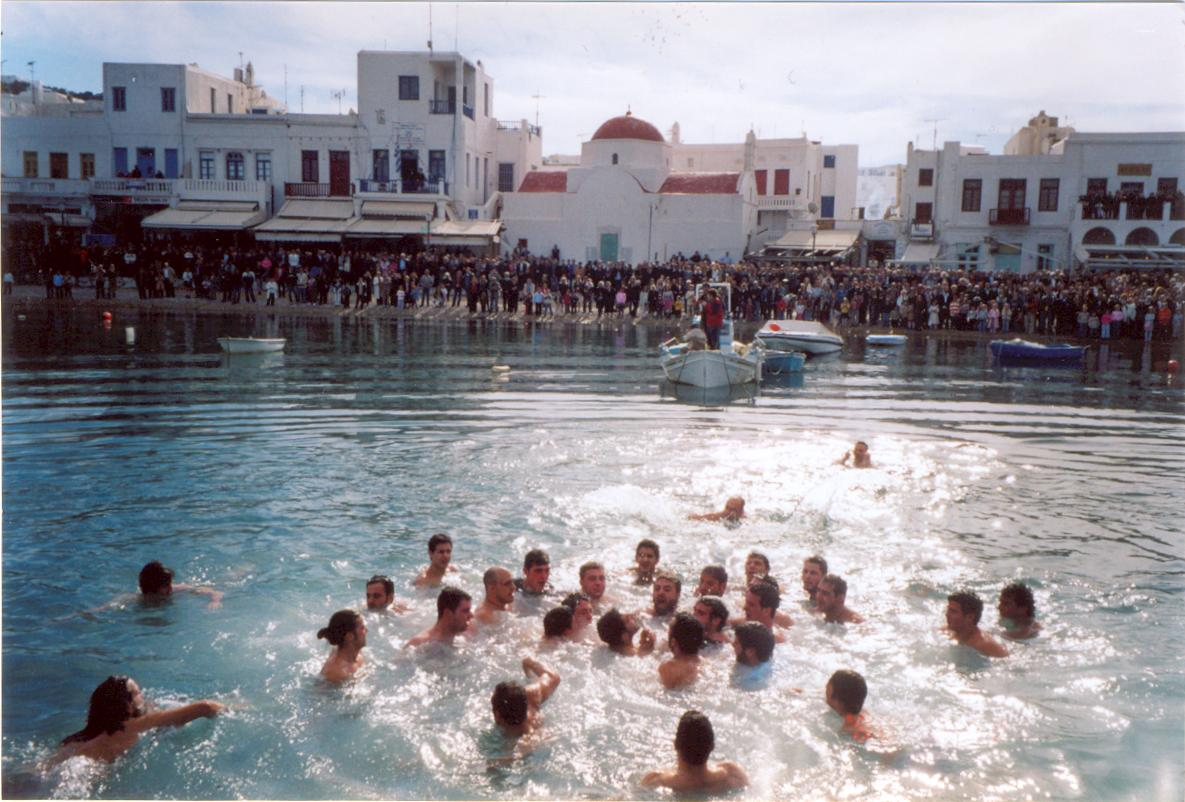
Традиция поиска креста на Богоявление в Греции (Миконос)

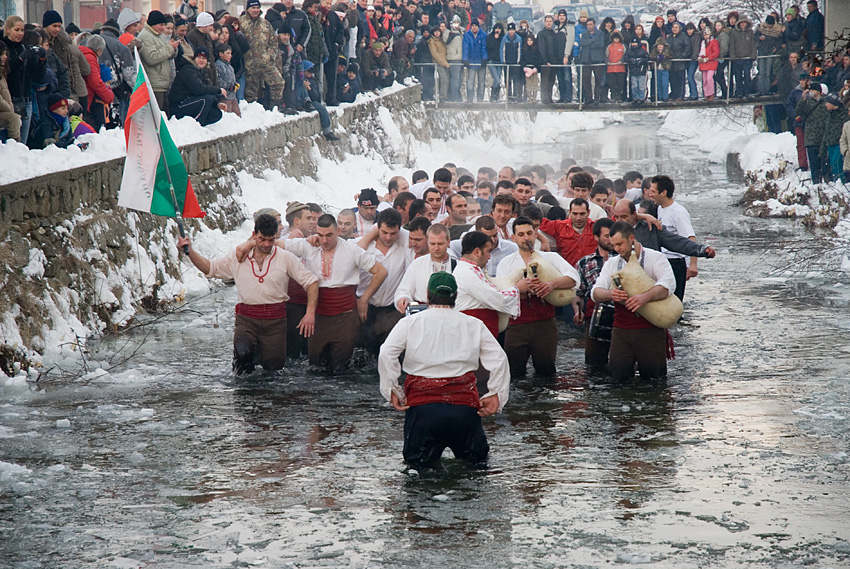
Йордановден в Болгарии

Согласно определению Московского собора 1667 года, освящение воды происходило дважды: накануне Богоявления — в храмах, а в сам праздник — «на иордани», то есть на природных водоёмах.
6 (19) января, в праздник Крещения, проходил молебен водосвятия. Над вырубленной (часто — в виде креста) полыньёй, или «иорданью», устраивалась выносная часовня. Она получила название «иорданской сени», хорошо известной на Руси в XVI—XVII веках: «В Суздале в день Богоявления на реку Каменку совершался крестный ход для освящения воды в Иорданской сени. Впереди процессии в сопровождении псаломщика шёл священник и окроплял путь. За ним следовали хоругвеносцы, несшие хоругви и большой пятиглавый фонарь перед выносным крестом с частицей мощей. Следом несли большие выносные иконы, перед каждой из которых четыре массивных одноглавых фонаря. Далее следовали женщины с малыми иконами из собора и монастырей. За ними шли попарно священники со всего города, соблюдая порядок чинопочитания. Процессию завершали богомольцы города и ближайших селений. Напрестольный крест для освящения воды на Иордань нёс священник (протоиерей или архиерей) на голове от самого собора до проруби, которая вырубалась во льду в виде креста. Иордань на реке устанавливалась недалеко от моста. Ниже по течению, где была бельевая прорубь, происходило купание людей, но только в тот момент, когда священнослужитель погружал напрестольный крест в иорданскую прорубь».
В 1890—1910 годах в Санкт-Петербурге, во льду напротив Зимнего дворца вырубалась прорубь (Иордань), над ней сооружалась сень, вышиною около четырёх саженей, представлявшая собой храм, с куполами и крестами, украшенный вызолоченными изображениями ангелов и образами, обнесённый вокруг открытой галереей. В храме служили молебен. По галерее помещали знамёна гвардейских полков для окропления их святою водою. От Иорданского подъезда Зимнего дворца ко льду и далее по льду устраивали сходни и мостики, украшенные флагами и гирляндами. Вдоль них выстраивались шпалерами гвардейские части в зимней парадной форме без шинелей, солдаты без перчаток — такова была традиция.
После обедни во дворце высшее духовенство выходило на Иордань служить молебен с водосвятием по традиции с петровских времён. На лёд выходила и царская семья.
Митрополит опускал крест в воду, и в это время давался 101 выстрел из пушек Петропавловской крепости. «По представлению верующих, вода в Неве мгновенно делалась святою, и все по очереди подходили испить её. Несмотря на то, что санитарная инспекция уже тогда запрещала пить сырую невскую воду ввиду её загрязнения сточными водами». После водосвятия царь принимал Крещенский парад — мимо него проходили церемониальным маршем войска, присутствовавшие на Иордани.
По словами протоиерея Георгия Рощина, «купание в полынье — „Иордани“ на Богоявление — это не исконная, как принято думать, а сравнительно недавняя российская традиция, ей всего несколько лет. Прежде, до революции, совершались крестные ходы на „Иордани“ с освящением воды, но массовое купание этому не сопутствовало». Более того, обычай купания в реках в Крещение осуждался до революции в «Настольной книге для священно-церковно-служителей» духовного писателя С. В. Булгакова:
В некоторых местах существует обычай в этот день купаться в реках (купаются в особенности те, которые на Святках переряживались, гадали и проч., суеверно приписывая этому купанью очистительную силу от этих грехов). Такой обычай нельзя оправдать желанием подражать примеру погружения в воде Спасителя, а также примеру палестинских богомольцев, купающихся в реке Иордане во всякое время. На востоке для богомольцев это безопасно, потому что там нет такого холода и таких морозов, как у нас.
В пользу такого обычая не может говорить и верование в целебную и очистительную силу воды, освящённой Церковью в самый день крещения Спасителя, потому что купаться зимой значит требовать от Бога чуда или же совершенно пренебрегать своей жизнью и здоровьем.С. В. Булгаков, «Настольная книга для священно-церковно-служителей»
В северных губерниях России в этот день существовал обычай смотрин невест. Из небольших деревень в более крупные центральные села съезжались холостые молодые люди и нарядно одетые девушки в сопровождении родителей. Потенциальные невесты выстраивались в ряд на главной улице, а юноши прохаживались мимо, оценивая их внешность, а также умения — по красоте и богатству наряда. С этого дня начинался мясоед и период свадеб.